# In the Mix - In mezzo ai guai
In the Mix - In mezzo ai guai (In the Mix) è una commedia del 2005, diretta da Ron Underwood, interpretato dal cantante R&B Usher.

## Trama
Darrell, aspirante DJ di colore e Dolly, promettente studentessa di legge, sono amici da quando erano piccoli. Tuttavia in sette anni, in cui i due ragazzi non si sono frequentati le cose sono profondamente cambiate. Quando però Darrell salva la vita alla ragazza, il padre di Dolly, un boss della malavita locale, decide che il ragazzo deve continuare a proteggerla. Fra i due, l'amicizia ben presto finirà per trasformarsi in amore, nonostante le differenze che caratterizzano i due.

## Colonna sonora
1. Rico Love - "Settle Down"
2. One Chance - "That's My Word"
3. Christina Milian - "Be What It's Gonna Be"
4. Chris Brown - "Which One" (featuring Noah)
5. Keri Hilson - "Hands & Feet"
6. Rico Love - "Sweat" (featuring Usher)
7. Ryon Lovett - "Get Acquainted"
8. One Chance - "Could This Be Love"
9. Anthony Hamilton - "Some Kind Of Wonderful"
10. Robin Thicke - "Against The World"
11. YoungBloodz - "Murda" (featuring Cutty and Fat Dog)
12. Rico Love - "On The Grind" (featuring Juelz Santana e Paul Wall)